# 阿尔珀南
阿尔珀南（法語：Arpenans，法語發音：[aʁpənɑ̃]）是法国上索恩省的一个市镇，属于吕尔区。

## 地理
阿尔珀南（47°36'58"N, 6°24'12"E）面积11.8 平方千米，位于法国勃艮第-弗朗什-孔泰大區上索恩省，该省份为法国东部内陆省份，北起顺时针与孚日省、贝尔福地区省、杜省、汝拉省、科多尔省和上马恩省接壤。
与阿尔珀南接壤的市镇（或旧市镇、城区）包括：莱赛南、阿耶旺、莫朗、奥里库尔、维莱吕尔。

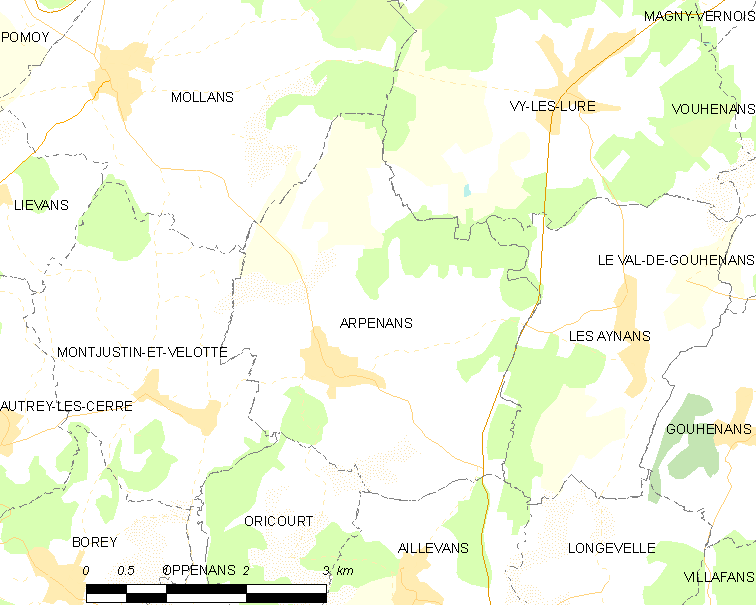
阿尔珀南的OSM定位图

阿尔珀南的时区为UTC+01:00、UTC+02:00（夏令时）。

## 行政
阿尔珀南的邮政编码为70200，INSEE市镇编码为70029。

## 政治
阿尔珀南所属的省级选区为吕尔第二县。

## 人口

1962-2008年间阿尔珀南人口变化图示

阿尔珀南于2022年1月1日时的人口数量为242人。